# László Beke
László Beke (* 23. Mai 1944 in Szombathely; † 31. Januar 2022) war ein ungarischer Kunsthistoriker, Hochschullehrer und Kurator, der unter anderem von 1990 bis zu seinem Tode 2022 Professor an der Ungarischen Akademie der Bildenden Künste, zwischen 2000 und 2012 Direktor des Forschungsinstituts für Kunstgeschichte der Ungarischen Akademie der Wissenschaften sowie seit den späten 1960er Jahren einer der wichtigsten Katalysatoren von Kunstnetzwerken und grenzüberschreitenden Kooperationen innerhalb und außerhalb Osteuropas war. 2009 wurde ihm der Széchenyi-Preis verliehen, die höchste staatliche Auszeichnung in Ungarn für die Bereiche Wissenschaft und Forschung.

## Leben
László Beke begann nach dem Schulbesuch 1963 ein Studium der Kunstgeschichte an der Eötvös-Loránd-Universität (ELTE), das er 1968 abschloss. Er war daraufhin zwischen 1969 und 1986 wissenschaftlicher Mitarbeiter am Forschungsinstitut für Kunstgeschichte der Ungarischen Akademie der Wissenschaften MTA (Magyar Tudományos Akadémia) in Budapest. In dieser Zeit organisierte und initiierte er auch mehrere bedeutende Projekte, insbesondere im Kapellenstudio von György Galántai (1972 bis 1973), im Club junger Künstler (1974 bis 1977) und für die Gesellschaft für Volksbildung. Eines seiner bahnbrechenden Projekte war Imagination, das im August 1971 ins Leben gerufen wurde und bei dem Beke 28 ungarische Künstler aufforderte, ihm Dokumentationen über ihre künstlerische Vorstellungskraft zu schicken, die – seiner Prämisse zufolge – Kunstwerken gleichkamen. Ein weiteres Projekt, das er in diesen Jahren organisierte, war Grabsteine und Pflastersteine (1972), das Stein als künstlerisches Medium interpretierte, das die Ikonographie der „Waffe des Proletariats“ mit der von Grabsteinen verschmolz, die als Verkörperung populärer Überzeugungen im Jenseits verstanden wurden. Er fungierte außerdem als Berater und Co-Kurator für so bedeutende Kunstveranstaltungen wie die Pariser Biennale junger Künstler (1973 bis 1977) und die Sydney Biennale 1979. 1977 wurde ihm der Lajos Kassák-Preis verliehen. Er arbeitete dabei mit Künstlern, Kunsthistorikern und Historikern wie Dóra Maurer, Imre Bak, Rudolf Sikora, Ioan Bunuș, Irina Subotić, Călin Dan, Luchezar Bojadjiew und Mária Chilf zusammen und war als Kurator auch für Ausstellungen der Werke von Erzsébet Schaár, László Moholy-Nagy, György Jovánovics, Magda Csutak, László Hegedűs, Tibor Hajas, János Vető, Gyula Pauer, István Haász, György Tóth und Tihamér Gyarmathy verantwortlich.
Beke fungierte zwischen 1988 und 1995 als Kurator der Ungarischen Nationalgalerie (Magyar Nemzeti Galéria) und übernahm zugleich von 1988 bis 1989 eine Gastprofessur an der Universität Lyon II. Für seine Verdienste wurde er 1989 auch mit dem Mihály Munkácsy-Preis ausgezeichnet. 1990 übernahm er eine Professur an der Ungarischen Akademie der Bildenden Künste MKE (Magyar Képzőművészeti Egyetem) und lehrte dort bis zu seinem Tode 2022. 1995 wurde er Direktor der Budapester Kunsthalle (Műcsarnok) und bekleidete diese Funktion bis 2000. In dieser Zeit war er daneben als Kurator für die Ausstellungen Europa, Europa – Das Jahrhundert der Avantgarde in Mittel- und Osteuropa in Bonn (1994) und die Wanderausstellung Global Conceptualism, New York, Minneapolis, Miami (1999 bis 2000) tätig. 2000 wurde er zudem Direktor des Forschungsinstituts für Kunstgeschichte der Ungarischen Akademie der Wissenschaften und war in dieser Position bis 2012 tätig. 2002 wurde ihm der Budapest-Preis sowie 2009 der Széchenyi-Preis verliehen, die höchste staatliche Auszeichnung in Ungarn für die Bereiche Wissenschaft und Forschung.

## Veröffentlichungen
László Beke veröffentlichte darüber hinaus zahlreiche Artikel, Ausstellungskataloge und Publikationen zu verschiedenen Aspekten der progressiven Kunst, darunter Konzeptualismus, Fotografie, Semiotik, Fluxus, Dadaismus und Post-Contemporary. Zu seinen Veröffentlichungen gehören:
- Caspar David Friedrich, Budapest 1986
- Jahre ungarische Malerei von der Romantik bis zum Surrealismus. Aus den Sammlungen der Ungarischen Nationalgalerie, Budapest, Kunsthalle Mannheim, 1989, ISBN 978-3-89165-063-9
- Kurt Benning. Natura morta : Budapest Art Expo, Budapest 1995, ISBN 963-04-5084-4
- Jean-Baptiste Joly. Solitude in Budapest, Budapest 1999, ISBN 963-9115-36-3
- Johann Nepomuk Ender (1793–1854), Thomas Ender (1793–1875) Emlékkiállítás = Gedenkausstellung Johann Nepomuk Ender (1793–1854), Thomas Ender (1793–1875), Budapest 2001, ISBN 963-5063-95-4
- A nulla megközelítése: Magda Csutak = Magda Csutak: Die Annäherung an die Null, Budapest 2011, ISBN 978-615-5133-00-8

Mitarbeit
- Die zweite Öffentlichkeit. Kunst in Ungarn im 20. Jahrhundert, Herausgeber Hans Knoll, Berlin 1999, ISBN 978-3-86572-438-0
- Lost & found. Erika Baglyas – Ungarn im Spiegel seiner zeitgenössischen Kunst, Herausgeber Fritz Emslander, Köln 2006, ISBN 978-3-936859-61-4
- Hartmut Böhm - Haász István, Mintamondatok, Herausgeber Zoltán Prosek, Paks 2011, ISBN 978-615-5121-00-5
- Impuls Marcel Duchamp - where do we go from here? Beiträge des Schweriner Symposiums vom Januar 2009 zur Verabschiedung der Direktorin Prof. Dr. Kornelia von Berswordt-Wallrabe, Herausgeberinnen Antonia Napp, Kornelia Röder, Ostfildern 2011, ISBN 978-3-7757-3182-9

Übersetzung aus dem Deutschen
- A nő a reneszánszban, Budapest 1973 (Original: Hannelore Sachs: Die Frau in der Renaissance)